# Sarsaparil-familien
Sarsaparil-familien (Smilacaceae) rummer 3 slægter og ca. 300 arter, der er udbredt i Østasien, Nordamerika og Europa. Det er flerårige, stedsegrønne, tornede og træagtige eller urteagtige planter, der klatrer på forskellig måde. De danner jordstængler eller knolde. De overjordiske dele kan ofte være behårede. Bladene er modsatte eller oftest: spredt stillede og hele med hel rand og netagtige bladribber. De er glatte, seje og læderagtige, og de har ofte en ubehagelig lugt. Blomsterne er 3-tallige og regelmæssige, men særbo, og de danner forskellige typer af stande. Frugterne er bær med ét til tre frø.
| Slægter |

- Heterosmilax
- Pseudosmilax
- Sarsaparil (Smilax)